# Grupa warowna „Jahn”

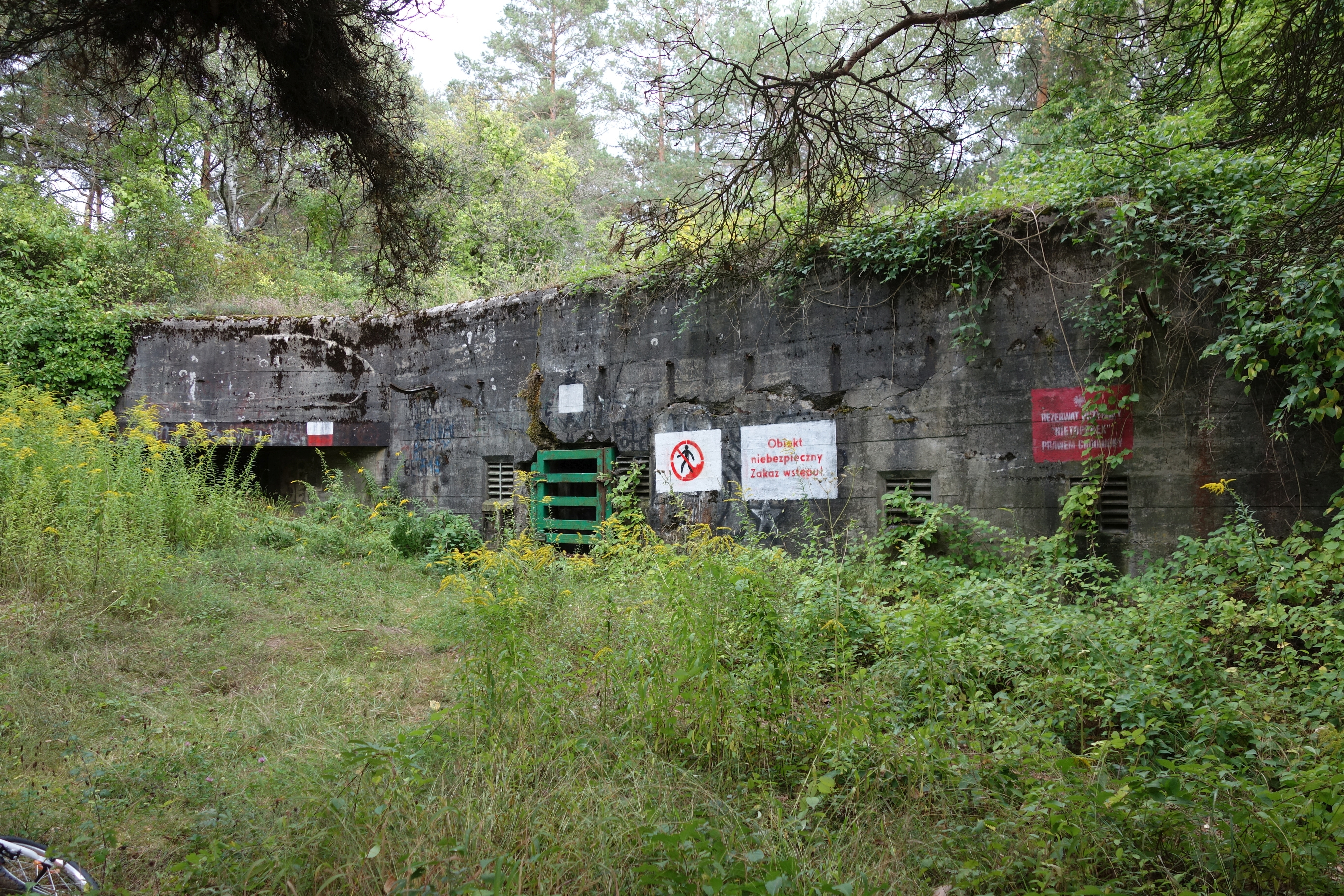
Pz. W. 715

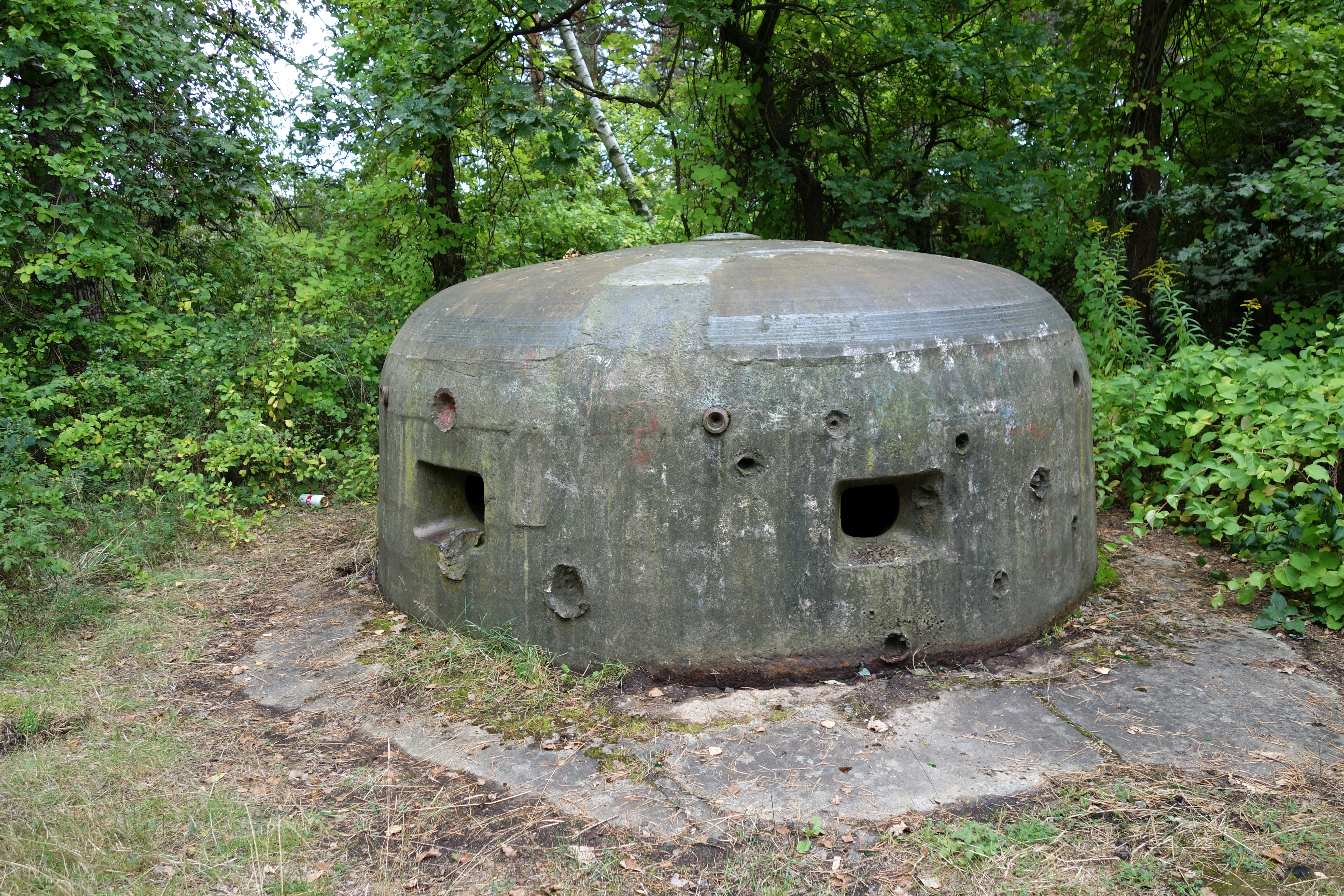
Zachowana kopuła pancerna typu 20P7 w Pz. W. 715

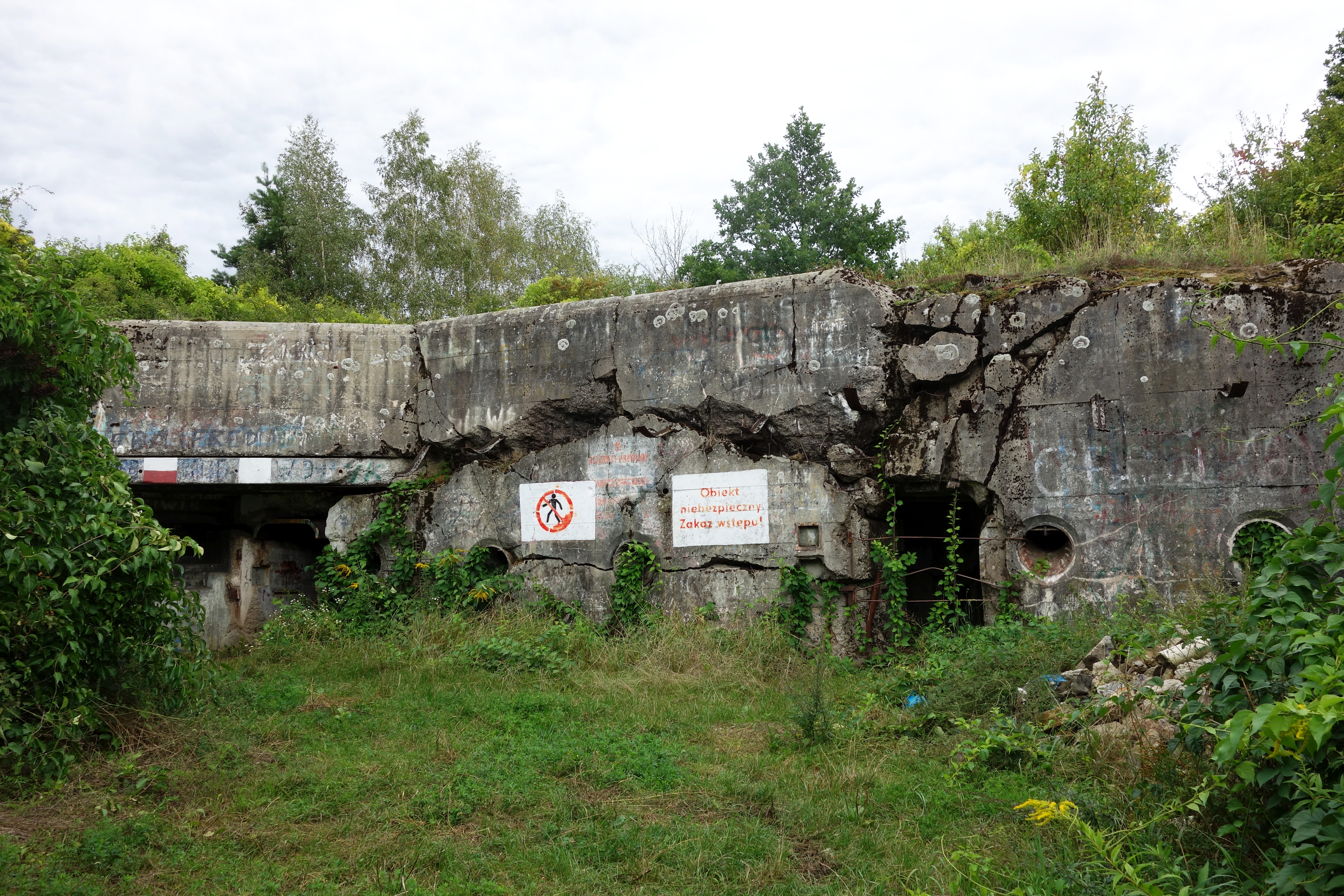
Pz. W. 766

Grupa warowna „Jahn” – jedna z 13 niemieckich grup warownych umocnień Łuku Odry-Warty (Oder-Warthe Bogen, Międzyrzeckiego Rejonu Umocnionego). Schrony zaliczane do grupy warownej „Jahn” powstały jako zaplecze niedokończonej baterii pancernej nr 5. Wszystkie schrony tej grupy skomunikowane są podziemnymi tunelami z pozostałymi fortyfikacjami MRU w tym z dworcem „Nord” potocznie zwanym Pętlą Boryszyńską.
Grupa składa się z następujących obiektów:
- Pz.W. 766 –  niewielki, dwukondygnacyjny schron bojowy zbudowany w 1937 roku. Po wojnie obiekt poważnie zniszczony oraz pozbawiony elementów pancernych.
- Pz.W. 713 – jednokondygnacyjny  schron zbudowany w 1937 roku. Zachowany w bardzo dobrym stanie, posiada większość oryginalnych kopuł pancernych.
- Pz.W. 714 – dwukondygnacyjny schron bojowy przyłączony do podziemnego systemu komunikacyjnego. Po wojnie wysadzony oraz pozbawiony pancerzy.
- Pz.W. 715 – dwukondygnacyjny  schron zbudowany w latach 1937/38. W 1940 roku schron prezentowany był zagranicznym ekspertom podczas wycieczki propagandowej. Obecnie obiekt zachowany w bardzo dobrym stanie, posiada zachowane pancerze, które noszą ślady ostrzału z lekkiej artylerii. Obiekt nie jest dostępny dla zwiedzających, oznaczony jako Rezerwat przyrody Nietoperek.
- Pz.Batt. 5 Nordwerk – niewielki nieukończony schron bojowy wschodzący w skład baterii pancernej nr 5. Obiekt posiada dokończone elementy konstrukcji podziemnej, obecnie stanowi główne wejście do podziemnej trasy turystycznej tzw. Pętli Boryszyńskiej.